# Gasland
GasLand è un film documentario del 2010 diretto da Josh Fox. È mirato a mostrare l'impatto negativo del processo di fratturazione idraulica (metodo di estrazione di gas da argille, una particolare varietà di gas naturale) su alcune comunità rurali e realtà cittadine negli Stati Uniti d'America. Il regista statunitense intraprende un personale viaggio attraverso gli Stati Uniti per documentare, attraverso testimonianze dirette, i disagi provocati alla popolazione, mostrando danni cronici alla salute di persone e animali e all'ambiente, in particolare attraverso l'immissione nel terreno e nell'aria di sostanze chimiche spesso sconosciute agli stessi addetti ai lavori che finiscono per contaminare le falde acquifere e i corsi d'acqua.

## Trama
Tutto ha inizio nel maggio del [2008], quando lo stesso Josh Fox riceve un'offerta dalla Energy in Depth (EiD), una compagnia estrattiva (che ha ufficialmente smentito di aver mai inviato la richiesta) che gli promette un pagamento di 100.000$ in cambio dei permessi per lo sfruttamento delle riserve di gas naturale presenti sotto i terreni di famiglia presso Milanville, Pennsylvania. La casa in cui è cresciuto e in cui vive Fox, infatti, si trova sulla cosiddetta "red zone", zona che attraversa gran parte degli Stati Uniti e su cui si stanno concentrando gli investimenti delle majors con l'obiettivo di far raggiungere al paese l'autosufficienza energetica entro il 2020.
Preoccupato da quelli che, secondo lui, sono i potenziali pericoli che corre il vicino fiume Delaware, che rifornisce di acqua potabile 15,6 milioni di abitanti della East Coast (tra New York, Philadelphia e altri territori del Delaware), Fox decide di portare avanti un'indagine personale sull'effetto che questi impianti hanno sulle popolazioni di Divide Creek (Colorado), Pavilion (Wyoming) e Fort Worth (Texas), ma anche negli stati di Utah, Nuovo Messico, New York e Pennsylvania. Dalla viva voce dei cittadini protagonisti lo spettatore può osservare con i suoi occhi danni fisici su animali e persone, plastificazione della superficie delle acque e addirittura assistere, in più casi, all'inusuale infuocarsi dell'acqua corrente del rubinetto per la presenza di gas naturale al suo interno.
Tutto questo è reso possibile grazie all'Energy Policy Act del 2005, passato sotto l'amministrazione di George W. Bush, che permette alle compagnie di bypassare le restrizioni del Safe Drinking Water Act, complesso di norme tese a proteggere da qualsiasi contaminazione le fonti di acqua potabile.
Surreale la scena in cui il protagonista, sullo sfondo di un impianto estrattivo in attività, suona il banjo indossando una maschera antigas.

## Produzione
Il film è stato realizzato con 18 mesi di riprese di tipo quasi amatoriale effettuate dallo stesso Fox, che ha iniziato l'indagine in proprio, per poi raccogliere lungo la strada il sostegno di altri cameraman. Per i contenuti sono stati contattati in particolare anche l'Agenzia statunitense per la protezione dell'ambiente (EPA) e le compagnie del settore, ma queste ultime hanno rifiutato di sottoporsi alle domande del regista.

## TruthLandeThe sky is pink
Le compagnie estrattive hanno risposto lanciando, attraverso l'Indipendent Petroleum Association of America, il contro-documentario TruthLand per sottolineare quelle che, a loro giudizio, sono gli errori di fondo e le omissioni contenuti nel lavoro di Josh Fox. Quest'ultimo ha poi risposto nel 2012 con un video della durata di 20 minuti intitolato The sky is pink, portando alla luce documenti e studi commissionati dalle stesse compagnie e sepolti nei cassetti, comprovanti i pericoli di tenuta dei pozzi e i potenziali rischi di contaminazione delle falde acquifere.

## FrackNation
Anche il giornalista investigativo irlandese Phelim McAleer ha prodotto un documentario critico nei confronti di quello di Fox, intitolato FrackNation.

## Sequel
Nel corso del 2013 è stato distribuito GasLand Part II, sequel di questo documentario sempre a cura di Josh Fox.

## Riconoscimenti
- Premio Oscar 2011
  - Candidatura come miglior documentario
- 2011 - Primetime Emmy Award
  - Outstanding Directing for Nonfiction Programming (Josh Fox)
- Sundance Film Festival 2010
  - Premio speciale della giuria
- 2010 - Yale Environmental Film Festival
  - Premio speciale della giuria
- 2010 - Sarasota Film Festival
  - Premio speciale della giuria
- 2010 - Environmental Media Award
  - Miglior documentario
- 2010 - Big Sky Documentary Film Festival
  - Artistic Vision Award